# Jabung (Jabung, Lampung Timur)
Jabung is een bestuurslaag in het regentschap Lampung Timur van de provincie Lampung, Indonesië. Jabung telt 5959 inwoners (volkstelling 2010).